# Michelle Dockery
Michelle Suzanne Dockery (Romford, Londres, Inglaterra; 15 de diciembre de 1981) es una actriz británica. Entre sus trabajos destaca el papel de Lady Mary Crawley en la serie de televisión Downton Abbey. Hizo su debut en televisión en Fingersmith en 2005.

## Primeros años
Dockery nació y se crio en Romford, Londres, como la menor de tres hermanas. Su padre era un inmigrante irlandés. Estudió en la Academia Chadwell Heath y se formó como artista en la Escuela Finch Stage y en la Escuela Guildhall de Música y Teatro, graduándose en 2004.

## Carrera

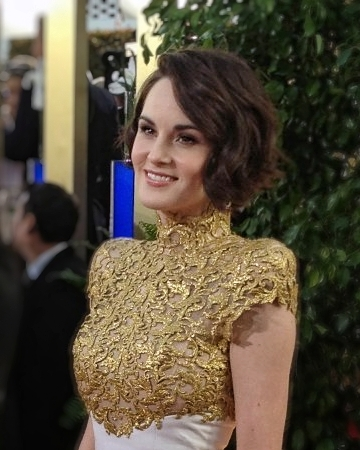
Michelle Dockery en los Golden Globe Awards de 2013

Fue miembro del National Youth Theatre e hizo su debut profesional en La materia oscura, en el Royal National Theatre en 2004. En 2006, fue nominada al Premio Ian Charleson por su actuación como Dina Dorf en Pillars of the Community en el National Theatre. Hizo su debut en televisión como Betty en la miniserie Fingersmith, en 2005.
Su papel en Burnt by the Sun, en el National Theatre, le valió recibir una nominación al Premio Laurence Olivier a mejor actriz de reparto. Ganó el segundo premio en los premios Ian Charleson por su papel como Eliza Doolitle en la producción de Peter Hall de Pigmalión. Por este papel también estuvo nominada a los premios Evening Standard de 2008 como mejor actriz revelación. En 2006 obtuvo el papel de Susan Sto Helit en una adaptación en dos partes de la novela de Terry Pratchett Papá Puerco.
En 2008 actuó como Kathryn en The Red Riding Trilogy e interpretó a Gemma Morrison en Waking the Dead. En 2009 apareció en el especial de Navidad de Cranford, y protagonizó la adaptación modernizada de la BBC de Otra vuelta de tuerca.

### Downton Abbey
Dockery se hizo mundialmente conocida en 2010 cuando interpretó a Lady Mary Crawley en la serie Downton Abbey. Fue nominada a los premios Southbank como mejor actriz revelación y a un Globo de Oro por su actuación en la cuarta temporada, aunque no resultó ganadora. Al mismo tiempo, interpretó a Ofelia en Hamlet en el Crucible Theatre.

## Vida personal
En diciembre de 2015, su prometido John Dineen murió de cáncer. Habían mantenido una relación desde 2013.

## Música
Dockery es también cantante de jazz. Cantó en el 50.º aniversario del club de jazz Ronnie Scott’s en Londres y ha cantado ocasionalmente con la banda Sadie and the Hotheads, integrada por Elizabeth McGovern, quien interpretó a su madre en Downton Abbey.

## Filmografía

### Cine y televisión
| Año       | Título                                   | Papel             | Notas                                      |
| --------- | ---------------------------------------- | ----------------- | ------------------------------------------ |
| 2005      | Fingersmith                              | Betty             | Miniserie de TV                            |
| 2006      | Papá Puerco                              | Susan             | Película para televisión                   |
| 2007      | Consent                                  |                   | Película para televisión                   |
| 2007      | Dalziel and Pascoe                       | Aimee Hobbs       | Serie de TV (2 episodios)                  |
| 2008      | Poppy Shakespeare                        | Dawn              | Película para televisión                   |
| 2008      | Heartbeat                                | Sue Padgett       | Serie de TV (episodio: "Take Three Girls") |
| 2009      | Red Riding: In the Year of Our Lord 1974 | Kathryn Taylor    | Película para televisión                   |
| 2009      | Red Riding: In the Year of Our Lord 1983 | Kathryn Taylor    | Película para televisión                   |
| 2009      | The Courageous Heart of Irena Sendler    | Éwa Rozenfeld     | Película para televisión                   |
| 2009      | Waking the Dead                          | Gemma Morrison    | Serie de TV (2 episodios)                  |
| 2009      | Return to Cranford                       | Erminia Whyte     | Miniserie de TV (2 episodios)              |
| 2009      | Vuelta de tuerca                         | Ann               | Película para televisión                   |
| 2010      | Spoiler                                  | Chica gótica      | Cortometraje                               |
| 2010-2015 | Downton Abbey                            | Lady Mary Crawley | Serie de TV                                |
| 2010      | Shades of Beige                          | Jodie             | Cortometraje                               |
| 2011      | Hanna                                    | Falsa Marissa     |                                            |
| 2012      | Anna Karenina                            | Princesa Myagkaya |                                            |
| 2012      | Enrique IV, parte 1                      | Lady Percy        | Película para televisión                   |
| 2012      | Restless                                 | Ruth Gilmartin    | Película para televisión                   |
| 2014      | Non-Stop                                 | Nancy             |                                            |
| 2015      | Selfless                                 | Claire Hale       |                                            |
| 2016-2017 | Good Behavior                            | Letty Raines      | Serie de TV                                |
| 2017      | Godless                                  | Alice Fletcher    | Miniserie de TV                            |
| 2017      | The Sense of an Ending                   | Susie Webster     |                                            |
| 2019      | Downton Abbey                            | Lady Mary Talbot  |                                            |
| 2020      | The Gentlemen                            | Rosalind Pearson  |                                            |
| 2020      | Defending Jacob                          | Laurie Barber     | Miniserie de TV                            |
| 2022      | Anatomy of a Scandal                     | Kate Woodstock    | Miniserie de TV                            |
| 2024      | Here                                     | Sra. Harter       |                                            |
| 2025      | Amenaza en el aire                       | Madolyn           |                                            |

## Teatro
| Año  | Título                   | Papel           | Lugar                  | Premios y nominaciones                                                                                             |
| ---- | ------------------------ | --------------- | ---------------------- | --- |
| 2004 | La materia oscura        | Jessie          | Royal National Theatre | |
| 2005 | Enrique IV, partes 1 y 2 | Mensajera       | National Theatre       | |
| 2005 | The UN Inspector         | Activista       | National Theatre       | |
| 2005 | Pillars of the Community | Dina            | National Theatre       | Nominada al Premio Ian Charleson a Mejor actriz                                                                    |
| 2007 | Dying for It             | Kleopatra       | Almeida Theatre        | |
| 2007 | Pigmalión                | Eliza Doolittle |                        | Nominada al Premio Ian Charleson a Mejor actriz y ganadora de un Premio Evening Standard a Mejor actriz revelación |
| 2008 | Tío Vania                | Yelena          |                        | |
| 2009 | Burnt by the Sun         | Maroussia       | National Theatre       | Nominada al Premio Laurence Olivier a Mejor actriz de reparto                                                      |
| 2010 | Hamlet                   | Ofelia          | Crucible Theatre       | |